# Riquilda d'Hainaut
Riquilda (nascuda a Mons vers 1027, i morta el 15 de març de 1087 a Messines (Flandes), va ser comtessa d'Hainaut 1036-1087, senyora de Beaumont (Hainaut) des de 1049, on va reconstruir el castell.
Per molt de temps es va creure que era la filla de Renyer V de Mons, però L. Vanderkindere va establir al segle XIX que aquesta relació es va deure a la confusió en un document. De fet, Riquilda era la jove de Renyer V, que va casar al seu fill Herman, comte d'Hainaut (Valenciennes i Mons). Amb base al testimoni de Flandria Generosa, seria neboda del papa Lleó IX, pel que se la considera una princesa de la casa dels comtes alsacians d'Eguisheim. En segon lloc, s'ha d'acceptar que també era membre de la família dels Renyers, ja que el seu matrimoni amb Herman va ser qüestionat a causa de consanguinitat, però aprovat pel bisbe de Cambrai; d'acord amb la crònica de Gilles d'Orval, el nom del seu pare també era Renyer, fill de Renyer (però que no es pot personalitzar amb els comtes de Mons, Renyer IV i V). Probablement el seu pare podria identificar-se amb Renyier d'Hasnon, marcgravi de Valenciennes (1045-1048 o 1049).
Es va casar el 1040 amb el comte Herman d'Hainaut († 1051). Van tenir:
- Roger († 1093), bisbe de Chalons-sur-Marne
- Gertrudis, monja.

Es va oposar al seu marit, especialment quan es va aliar amb Godofreu II de Baixa Lotaríngia (Godofreu II el Barbut 1065 - 1069) i amb Balduí V de Flandes, contra l'emperador. Quan Herman va morir el 1051, va abocar l'odi que tenia pel seu marit, cap als seus fills nascuts d'aquest matrimoni. Aquestos van haver d'entrar en religió per tal que els fills del seu segon marit Balduí VI de Flandes (amb el que es va casar el mateix 1051) poguessin heretar l'Hainaut.
Els nuvis estaven emparentats i el matrimoni va ser anul·lat i Riquilda i Balduí van ser excomunicats, però van aconseguir que el Papa Lleó IX ho reconsiderés i finalment donés una dispensa per al matrimoni. Van tenir:
- Arnold III (1055 † 1071), comte de Flandes i d'Hainaut
- Balduí II (1056 † 1098), comte d'Hainaut
- Agnes, que vivia l'any 1071

Balduí, el seu segon marit, va esdevenir comte de Flandes el 1067 sota el nom de Balduí VI. Tres anys més tard, sentint que el seu fi estava proper, va tractar d'assegurar el futur dels seus fills i va fer jurar al seu germà Robert, conegut com el Frisó de respectar i defensar els drets dels seus fills després de la seva mort. Va morir poc després, el 17 de juliol de 1070.
Alguns historiadors creuen que Riquilda va ser una regent massa tirànica, i altres diuen que Robert el Frisó no tenia la intenció d'honorar el seu jurament, en qualsevol cas una guerra civil va esclatar molt aviat causant estralls al Comtat de Flandes. El seu fill, Arnold III, va ser mort prop de Cassel, a la batalla de Cassel (1071), tot i l'ajuda del rei de França Felip I.
Riquilda després va buscar altres aliances, va acceptar convertir l'Hainaut en comtat vassall del Principat de Lieja, però va ser derrotada de nou el 1072 a Obourg, prop de Mons. Va continuar governant al costat del seu segon fill Balduí II d'Hainaut fins al 1086.
El 1082, va anar en peregrinació a Roma, però al seu retorn el 1084, es va assabentar quan ja s'acostava als seus dominis, que Arnulf I, comte de Chiny, s'estava preparant per segrestar-la. Va fer mitja volta i va buscar refugi a Saint Hubert.

Armes de Balduí IV i V, comtes d'Hainaut i dels senyors de Beaumont